# Episodi di Màkari (seconda stagione)
La seconda stagione della serie televisiva Màkari, composta da 3 episodi, è stata trasmessa in prima visione e in prima serata su Rai 1 dal 7 al 21 febbraio 2022.
| nº | Titolo                    | Prima TV         |
| -- | ------------------------- | ---------------- |
| 1  | Il delitto di Kolymbetra  | 7 febbraio 2022  |
| 2  | Il lato fragile           | 14 febbraio 2022 |
| 3  | Il lusso della giovinezza | 21 febbraio 2022 |

## Il delitto di Kolymbetra
Suleima (che ha scoperto di non essere davvero incinta, essendosi trattato di un falso allarme) vive a Milano da ormai un anno e la relazione con Saverio comincia a soffrire per questa distanza, ma per motivi lavorativi torna in Sicilia per qualche giorno. La ragazza viene accolta ad Agrigento da Saverio e Peppe, e si presenta in compagnia del suo geniale e affascinante capo, l'architetto Teodoro Bettini, il che rende Saverio gelosissimo.
Nel frattempo, al giardino della Kolymbetra nella Valle dei Templi, viene ritrovato il cadavere del noto archeologo Demetrio Alù; Saverio e Peppe lo avevano conosciuto nei giorni precedenti insieme all'assistente Vittoria Ferrini, al ricercatore Stefano Sapienza e al professore associato Antonio Moncada. Saverio capisce subito che il movente del delitto ha a che fare con il responso che avrebbe dovuto dare Alù circa il più grande enigma della Valle, ossia dove si trovino i resti del Teatro Antico di Agrigento, mistero dal quale adesso dipendono interessi enormi. Negli ultimi tempi Sapienza aveva fortemente inasprito i rapporti col professore, che in un modo o nell'altro faceva sì che fosse lavorativamente dipendente da lui, impedendogli di fare carriera. Dopo la commemorazione funebre, Stefano spiega a Saverio e Peppe che da adolescente strinse una forte amicizia con Giuseppe, figlio di Alù, e che durante un pomeriggio di pesca subacquea alle Eolie Giuseppe morì annegato: questa tragedia legò per sempre Stefano e il professore, che lo prese sotto la sua ala ma lo trattò con durezza e intransigenza, e nonostante ciò non se la sentiva di andarsene.
Vittoria racconta che Alù ostacolava non solo Stefano ma anche Antonio, il quale però è ambizioso e vuole il suo spazio; quando Saverio accenna a una possibile passata relazione tra lei e il professore, a causa della sua vicinanza e del fatto che egli teneva incastonato nel bastone da passeggio una dracma di Gela regalatagli da lei, se ne va stizzita. Successivamente Stefano afferma che molto tempo prima i due sono stati amanti, ma che Alù interruppe la relazione per non addolorare la moglie, già troppo sofferente per la morte del figlio; malgrado fosse corteggiata da molti colleghi, Vittoria si dedicò completamente al professore, precludendosi una vita sentimentale. Un messaggio anonimo e alcune lettere che dimostrano una nuova recente relazione di Alù compromettono la posizione della Ferrini, la quale però dichiara che il rapporto tra lei e il professore si basava esclusivamente sul rispetto e la stima reciproci.
Una sera Teodoro racconta che Antonio (conosciuto a una master class in Spagna) aspira a tutti i finanziamenti possibili: Moncada presentava i progetti e Alù li garantiva con la sua autorevolezza. Più tardi l'uomo si confida con Saverio rivelandogli di essere molto legato alla Sicilia perché era la terra d'origine di sua madre, morta sette anni prima; questo colpisce Saverio, che ha perso la madre quando era poco più che ventenne. Saverio origlia una discussione tra Ylenia, receptionist dell'hotel Villa Athena, e il suo fidanzato Lillo. Tramite una ricerca su Internet, Suleima scopre che una fondazione italo-canadese si occupa di finanziare con 5 milioni di dollari dei progetti archeologici, e in finale c'è Moncada (bravissimo ad accaparrarsi finanziamenti e concorsi), il cui progetto è appunto sulla Valle dei Templi.
Saverio e Peppe scoprono che Lillo lavora come contadino nei giardini della Kolymbetra, perciò potrebbe aver visto qualcosa; inoltre la fidanzata Ylenia lavora alla reception dell'hotel, dove si trova la stampante da cui è spuntato il criptico messaggio. Salvatore, padre di Lillo, rivela che è stato proprio suo figlio a trovare per primo il cadavere di Alù, ma che non ha detto niente alla Polizia per paura di essere messo in mezzo. In camera della Ferrini viene trovata la dracma e viene portata in Questura. Salvatore, Lillo e Ylenia decidono di parlare con Saverio: una mattina, mentre stava lavorando, Lillo vide Moncada uccidere Alù con una grande pietra, mettersi in tasca la dracma e gettare lontano il bastone (poi recuperato e nascosto negli sgabuzzini dell'hotel) e la pietra; il messaggio stampato era stato scritto da loro due per ricattarlo e usare i soldi per scappare in Belgio da Calogero, zio materno di Lillo, dato che Ylenia ha scoperto di essere incinta e suo padre è assolutamente contrario alla sua relazione con Lillo. Saverio promette ai ragazzi che il vicequestore Randone capirà il motivo del loro gesto e che saranno al sicuro.
Si scopre che il finanziamento della fondazione italo-canadese è vincolata all'esibizione di prove che confermino l'ubicazione del Teatro: la mappa del progetto presentato da Moncada contiene un errore perché i nuovi scavi suppongono invece un ritrovamento a 3 kilometri di distanza da quanto ipotizzato: se Alù avesse avallato la tesi del nuovo sito, il progetto di Moncada sarebbe divenuto carta straccia e avrebbe perso il finanziamento da 5 milioni di dollari. Moncada viene arrestato all'aeroporto e condotto in Questura: il progetto con il Canada lo avrebbe reso finalmente noto a livello internazionale, il sogno di una vita e la ricompensa per i tanti sacrifici fatti, ma Alù non voleva e ha iniziato a interessarsi al Teatro Greco per ostacolarlo e ribadire il suo potere su di lui; eppure sarebbe bastato un mese per ottenere i finanziamenti per poi apportare le modifiche al progetto, ma Alù godeva a ribadire il suo potere, rischiando di renderlo lo zimbello di tutti gli archeologi. Moncada (che aveva messo la dracma nella stanza della Ferrini pensando che se ne avesse avuto bisogno avrebbe potuto depistare le indagini) non sopportava l'idea di tornare a essere uno zerbino come Sapienza.
Intanto Noemi, nipote di Peppe, e suo marito Simone Cannizzaro hanno avuto problemi con la mafia, sono finiti sotto protezione, e né Peppe né sua cognata Lina sanno dove si trovino: Peppe vuole portare loro del denaro e accertarsi delle loro condizioni. Filippo, il fratello di Simone, spiega ai due che da quando i suoi familiari sono finiti nei guai anche la sua vita è diventata un inferno, e dà la colpa al fratello per essere stato costretto a licenziare moltissimi dipendenti dalla ditta di luminarie. Riescono a organizzare un incontro con Noemi e Simone: quest'ultimo spiega che tempo prima avevano fatto dei lavori per una ditta di Siculiana, senza però ricevere alcun compenso, così, dopo un decreto ingiuntivo, la ditta finì nel mirino della Guardia di Finanza, che scoprì che la ditta era controllata dalla mafia, sequestrandola. Viene organizzato un secondo incontro per consegnare a Noemi e Simone i soldi, e durante il quale arriva la Polizia; inaspettatamente, Filippo estrae un coltello e minaccia Saverio, ma viene disarmato da un tiratore scelto. Il vicequestore Randone spiega a Saverio che tutto era una manovra di Filippo ai danni del fratello Simone, compresi i finti agenti di scorta che in realtà sono balordi amici suoi: con la scusa della minaccia mafiosa, aveva preso tutto in mano, stava dilapidando l'azienda e derubando Simone, che si sarebbe ritrovato in un mare di debiti.
Suleima comunica a Saverio e a Peppe che potrà rimanere in pianta stabile a Macari perché Teodoro ha intenzione di creare delle iniziative e degli spazi per investire sui giovani, creando così una sorta di villaggio il cui nome sarà "La Città del Sole".
- Tratto da: Il delitto di Kolymbetra (romanzo, 2018).
- Altri interpreti: Maurizio Bologna (Accursio Miragno), Ennio Coltorti (Demetrio Alù), Massimo Reale (Antonio Moncada), Alessandra Costanzo (zia Rosina), Elvira Camarrone (Ylenia), Federica Girardello (Vittoria Ferrini), Alessandro Carbonara (Filippo Cannizzaro), Maribella Piana (Marichiedda), Teodoro Giambanco (Stefano Sapienza), Nicoletta Cifariello (Noemi Piccionello), Fulvio Emanuele (Simone Cannizzaro), Alberto Rossi (Lillo), Giuseppe Battiloro (Salvatore), Giuseppe Giacalone (Mimì), Maurizio Prollo (custode della ditta).
- Ascolti: telespettatori 5 418 000 – share 25,4%[3].

## Il lato fragile
Il rapporto tra Saverio e Suleima non migliora: la ragazza è molto impegnata a co-dirigere con Teodoro l'innovativo progetto de "La Città del Sole". Suleima sta crescendo e cambiando, e Saverio teme che tutto questo la allontanerà irrimediabilmente da lui. Per distrarsi l'uomo accetta l'invito di un vecchio amico, don Franco Pitrone, a un convegno di "Onestà e Giustizia", un'importante associazione che lotta contro la mafia. In Saverio, accompagnato da Peppe, si riaccende la passione per il mondo del giornalismo, che aveva deciso di buttarsi alle spalle, una tentazione così forte da poterlo strappare via da Macari; al convegno incontra nuovamente Marina Tadde, accompagnata dalla collega giornalista Angela Pezzella, che inizia a provarci spudoratamente con lui.
Al convegno viene assassinato a coltellate Simone Triassi, illustre giornalista e scrittore, con il quale Saverio e Franco erano colleghi quando tutti e tre lavoravano nel giornalismo nella cronaca nera. Nella camera di Triassi non c'è alcun segno di colluttazione e i piedi non presentano abrasioni, perciò l'uomo deve essere uscito da solo, scalzo e in pigiama, ed incontrato un ospite del convegno, che poi l'avrebbe ammazzato. Il vicequestore Randone fa arrestare Giulio Racano, l'ex sottosegretario che licenziò in tronco Saverio per un comunicato stampa sbagliato, perché, analizzando il computer portatile di Triassi, hanno scoperto che stava scrivendo un articolo proprio su Racano in cui lo accusava di corruzione, peculato, abuso d'ufficio, traffico di influenze, eccetera; inoltre c'è una testimone, Alida, che ha visto Racano e Triassi discutere in corridoio poco dopo mezzanotte.
Kevin, uno dei volontari dell'associazione di don Franco, informa Saverio che l'assassino, membro di Cosa nostra, ha inviato al sacerdote una lettera anonima, l'ultima di una lunga serie di minacce: nella missiva c'è scritto che la colpa è di don Franco, il quale non doveva occuparsi del convento che gli era stato assegnato e cancellare il convengo. Sebbene la lettera sia autentica come le altre, Randone vuole verificare che lo sia anche la rivendicazione dell'omicidio, perché per la mafia accreditarsi il delitto di Triassi costituirebbe una dimostrazione di grande forza. A Racano viene concesso un colloquio con Saverio: l'uomo dichiara che non può essere stato lui l'omicida perché tutte le notti assume dei sonniferi, di aver incontrato Triassi per caso mentre stava andando a prendere dell'acqua, di averci parlato per due minuti per poi tornare in camera, inoltre sostiene che le accuse mosse nei suoi confronti da Triassi erano infondate. Le indagini si complicano quando l'esame autoptico sul pube e sul pigiama di Triassi rileva tracce di liquido seminale.
Kevin accompagna Saverio e Peppe nella cripta del convento, dove rinvengono la stessa polvere rossastra presente sotto i piedi di Triassi; ispezionando le camere per trovare altre tracce della stessa polvere, Saverio e Peppe scoprono che l'amante di Triassi era Angela, subito tratta in arresto, anche se Saverio non la ritiene colpevole dell'omicidio. Racano viene rilasciato e propone a Saverio, per riparare al torto che gli aveva fatto, di tornare al Viminale per essere il suo portavoce, oltre che responsabile della comunicazione. Saverio ha un'intuizione e, parlando con Angela, scopre che dopo un disastro che le fece perdere il lavoro fu Simone, che conosceva da tempo, ad aiutarla facendola assumere da Cronache Italiane, di cui lui stesso era una grande firma, tanto che tutto ciò che chiedeva diventava legge; per gratitudine Angela era costretta ad andarci a letto come un tacito accordo, lei voleva smettere da tempo ma non ne ha mai avuto il coraggio perché Simone era molto potente e lei poteva perdere tutto, e l'aveva portata nella cripta perché l'idea di farlo lì lo divertiva. Prima di essere interrogata in Questura, Angela non ha mai lasciato il convento, e siccome lì il coltello non è mai saltato fuori lei non può essere l'assassina.
Il coltello viene poi rinvenuto in un piccolo soppalco; l'analisi delle impronte digitali riconduce a Kevin, che si è dato alla fuga. Don Franco non riesce a credere che sia davvero Kevin il colpevole, poi spiega a Saverio e Peppe che il ragazzo, con alcuni precedenti, è stato salvato dalla malavita a differenza della sua balorda famiglia. Randone giunge alla conclusione che in realtà Kevin non ha mai reciso i suoi legami mafiosi: era infatti una sorta di "quinta colonna" della mafia all'interno dell'associazione, e l'omicidio di Triassi serviva appunto a ribadire il potere della criminalità organizzata. Nel bosco la polizia rinviene il cadavere di Kevin, suicidatosi per sfuggire ai compari, normale prassi mafiosa, perché ormai era stato scoperto ed era diventato una pedina pericolosa. La domestica Tilde spiega a Saverio e Peppe di aver aperto il soppalchino per prendere una tovaglia e di non avervi trovato il coltello, apparso solo dopo l'arrivo della polizia; prima che arrivassero i poliziotti, al pianterreno insieme a Tilde c'era don Franco. Saverio va ad affrontarlo.
Don Franco dice di aver lottato tutta la vita contro la mafia e contro tutto ciò che infanga la loro terra, ma che può capitare che i ragazzi strappati alla malavita come Kevin ricadano nei vecchi reati e lui, non volendo consegnarli alla polizia, ha cercato di proteggerli a modo suo, ritenendo che il carcere li avrebbe rovinati del tutto e sostenendo che oggi molti di loro sono bravi lavoratori e padri di famiglia. Triassi aveva scoperto tutto e voleva mettere alla gogna lui e la sua associazione, così don Franco si sfogò con Kevin e il ragazzo preparò da solo il piano, a partire dalle lettere anonime per farlo passare per un omicidio di mafia. Una sera don Franco disse a Kevin che avrebbe provato a parlare con Triassi, pur sapendo che era inutile; durante il confronto Kevin apparve all'improvviso e accoltellò Triassi, dicendo che era l'unico modo per salvare lui e l'associazione, sconvolgendo don Franco che non se lo aspettava. Kevin aveva agito come un figlio che cerca di salvare il padre, e aveva detto a don Franco che sarebbe scappato all'estero, non che si sarebbe ammazzato.
Saverio ringrazia Racano ma rifiuta la sua proposta e ricuce il rapporto con Suleima. Intanto Emma, designer e nipote di Peppe — oltre che autrice delle buffe magliette indossate da quest'ultimo —, lascia la Germania per trasferirsi a Macari e lavorare a "La Città del Sole".
- Tratto da: Il lato fragile (racconto contenuto nell'antologia Vacanze in giallo, 2014).
- Altri interpreti: Francesca Turrini (Marina Tadde), Mariella Lo Sardo (Tilde), Cristina Marino (Angela Pezzella), Gaetano Colella (don Franco Pitrone), Lorenzo Crespi (Giulio Racano), Antonio Russo (Kevin Cucurullo), Giulia Cutrona (Emma Piccionello), Maurizio Bologna (Accursio Miragno), Goffredo Maria Bruno (Simone Triassi), Maribella Piana (Marichiedda), Floriana Poma (Alida), Gabriele Catalano (Bartolo), Pietro Corso (suonatore di friscaletto), Gioele Corso (chitarrista), Simona Ferrigno (suonatore di tamburello), Giovanni Casu (suonatore di scacciapensieri).
- Ascolti: telespettatori 4 808 000 – share 22,9%[4].

## Il lusso della giovinezza
Un tragico evento si abbatte su tutta la comunità de "La Città del Sole": Teodoro Bettini, che risultava scomparso da varie ore, viene trovato morto a Pizzo Ciunna, alle pendici di un'altura dalla quale è precipitato. Saverio nota che il corpo di Teodoro è disteso di schiena, portandolo a escludere una caduta accidentale. Nella jeep dell'uomo (rimasta a Garritano, a 10 kilometri di distanza dal rinvenimento del corpo) trova le sue scarpe da trekking e un taccuino degli appuntamenti, uno dei quali con l'influente imprenditore edile Carmelo Nicodemo, dal quale aveva acquistato diversi territori per espandere le strutture della comunità. Nicodemo afferma che l'incontro è stato amichevole, ma dopo che Saverio lo punzecchia lo caccia dallo studio.
Constance (una ragazza belga facente parte della comunità) racconta a Saverio che il suo ex fidanzato Rocco era il braccio destro di Teodoro, ma adesso che tutto grava sulle sue spalle è dura per lui, perché lo vedeva come un padre. Nello studio dell'architetto Saverio trova un documento col quale Teodoro era intenzionato a querelare Nicodemo per minacce e ingiurie. L'imprenditore si vede quindi costretto ad ammettere che tra lui e Bettini negli ultimi mesi ci sono stati dei contrasti a causa dell'ingenuità dell'architetto perché, sebbene nessuno volesse impedirgli di realizzare i suoi progetti, per costruire lì «ci deve guadagnare anche Garritano», cioè Nicodemo stesso, le sue imprese e i suoi amici politici; Teodoro si era rifiutato e gli aveva dato appuntamento a Pizzo Ciunna, dicendogli che se non lo lasciava in pace lo avrebbe denunciato. Quando Nicodemo se n'è andato Bettini era ancora vivo, come può testimoniare il suo assistente.
L'imprenditore indirizza Saverio verso don Cesare Boscolo, un pastore che ultimamente si vedeva spesso con Teodoro. Saverio e Peppe scoprono dal giovane attivista antimafia Bartolo che la famiglia Boscolo è legata a Cosa nostra da decenni, e da giovane Cesare è stato in carcere per omicidio. Al funerale, Suleima e altri membri della comunità portano via la bara di Teodoro per portarla direttamente al cimitero; in seguito la ragazza spiega a Saverio che loro hanno voluto preservare Teodoro dall'ipocrisia e dalla falsità dei politici presenti alla cerimonia funebre, i quali hanno sempre remato contro di lui e i sogni dei giovani, mentre ora di fingono addolorati.
Don Cesare spiega a Saverio e Peppe che da giovane passò 15 anni in carcere perché uccise il patrigno, che era perennemente ubriaco e picchiava continuamente sua madre. Lui non è mafioso ma i suoi familiari sì, infatti suo padre morì in uno scontro a fuoco quando era piccolo, e sua madre gli fece giurare che coi mafiosi non ci avrebbe mai «spartito il pane», e così fu, arrivando a Pizzo Ciunna per condurre una vita tranquilla da pastore. Don Cesare ammette che il tempo trascorso in carcere gli ha insegnato quanto è preziosa la libertà, per questo stimava Teodoro: perché era un uomo libero.
Emma (infortunatasi al braccio sinistro durante il trasporto della bara) spiega allo zio e a Saverio che una volta ha sentito don Cesare dare consigli a Teodoro su come trattare con Nicodemo, del quale conosceva bene gli intrallazzi, un gesto da vero amico perché «a Garritano a nessuno conviene mettersi contro Nicodemo». Saverio capisce che Nicodemo li aveva messi sulla strada di don Cesare perché sapeva che lui e Teodoro si erano alleati e lo stavano mettendo nei guai, per allontanare i sospetti da se stesso e screditare uno che poteva dire cose molto gravi contro di lui. Alla Questura risulta che Nicodemo ha fatto un cospicuo versamento sul conto del suo assistente, che in realtà non era presente all'incontro tra il capo e Bettini. L'ispettore Belli e il vicequestore Randone si recano allo studio di Nicodemo, ma trovano invece i suoi due avvocati, i quali affermano che il loro assistito tornerà quando le accuse rientreranno spontaneamente.
Una sera Constance racconta a Saverio che martedì, il giorno della morte di Teodoro, Rocco era andato in autobus dalla sua ragazza a Palermo ed è rientrato la mattina seguente dopo essere stato avvertito dagli altri della prolungata assenza di Teodoro. Saverio trova strano che Nicodemo non abbia toccato nulla nei suoi conti, prendendo pure tempo per organizzarsi con i suoi avvocati, un comportamento strano per un assassino in fuga. Mentre è in un negozio per pagare una multa e dopo aver chiacchierato con Rocco, Saverio legge su un manifesto che a causa di una piccola frana sulla provinciale gli autobus sono fermi da martedì. Saverio ha un'intuizione e si fa dare un passaggio da Rocco, il quale gli dice che a Palermo ci va con la macchina che gli prestava Teodoro, ma il più delle volte con l'autobus, come è successo martedì.
Saverio rivela dunque a Suleima, Peppe ed Emma che Rocco ha mentito e probabilmente è stato lui ad aver ucciso Teodoro; inoltre ha preso di nascosto il cellulare del ragazzo che, grazie al GPS analizzato da Salvo, rivela che quel giorno Rocco era a Pizzo Ciunna. Dopo che i ragazzi de "La Città del Sole" inaugurano un mulino con un panno rosso in onore di Teodoro, Rocco viene messo alle strette e, vedendosi circondato, estrae una pistola e racconta la verità: aveva preso dei soldi dal conto della comunità perché suo padre doveva ripagare i debiti contratti con degli usurai, sua madre era disperata e lui voleva aiutarli; Teodoro lo scoprì e Rocco lo incontrò per dirgli che gli dispiaceva e avrebbe restituito i soldi, ma l'architetto ne fece una questione di principio e disse che anche se non lo avrebbe denunciato lo tirava fuori da "La Città del Sole" perché non si fidava più di lui; Rocco lo colpì, Teodoro si difese e per allontanarlo il ragazzo lo spinse, facendolo cadere dall'altura. Rocco minaccia di suicidarsi, ma viene infine convinto a non farlo da Saverio, il quale gli dice che tutto ciò che Teodoro ha fatto l'ha fatto per ragazzi come lui, e che se le cose fossero andate in maniera diversa alla fine lo avrebbe perdonato. Rocco viene arrestato come anche Nicodemo, rintracciato in una baita in Trentino-Alto Adige: Nicodemo aveva incontrato Bettini da solo, ma si era spaventato e dopo aver comprato la falsa testimonianza del suo assistente era scappato una volta scoperto dalla Polizia; l'imprenditore verrà comunque perseguito per falsa dichiarazione e incartamento legale di Teodoro.
Saverio recupera definitivamente il rapporto con Suleima, che fa trasferire l'intera squadra a casa del fidanzato, dopo un appassionato discorso di quest'ultimo in favore di Teodoro e dei ragazzi, concludendo che «la giovinezza è un lusso che non va sprecato». Intanto, grazie ai ragazzi e a un amico hacker di Salvo, Saverio riottiene il suo computer riparato dopo che in un momento d'ira lo aveva distrutto, recuperando così l'ultimo romanzo che stava scrivendo e che alla fine intitola proprio Il lusso della giovinezza.
- Tratto da: Il lusso della giovinezza (romanzo, 2020).
- Altri interpreti: Alessandra Costanzo (zia Rosina), Maurizio Bologna (Accursio Miragno), Gabriella Saitta (Igea), Eleonora Romandini (Constance), Bruno Torrisi (don Cesare Boscolo), Cosimo Coltraro (ispettore Belli), Antonio Pandolfo (Carmelo Nicodemo), Giulia Cutrona (Emma Piccionello), Antonio Orlando (Rocco), Giustiniano Alpi (Salvo), Antonio Liotta (padre di Saverio a 50 anni), Mario Coco (Vito), Giuseppe Giacalone (Mimì), Vanessa Galipoli (madre di Saverio a 50 anni), Francesco Occhipinti (Saverio a 8 anni), Massimo Marotta (avvocato), Alfredo Amoroso (avvocato), Gabriele Catalano (Bartolo, voce).
- Ascolti: telespettatori 5 285 000 – share 24,4%[5].